# Jezainville
Jezainville (auch: Jézainville) ist eine französische Gemeinde mit 1.016 Einwohnern (Stand: 1. Januar 2022) im Département Meurthe-et-Moselle in der Region Grand Est (bis 2015 Lothringen). Sie gehört zum Arrondissement Nancy und zum Kanton Pont-à-Mousson. Die Einwohner werden Jézainvillois genannt.

## Geografie
Jezainville liegt etwa 22 Kilometer nordnordwestlich von Nancy. Durch die Gemeinde fließt der Esch. Umgeben wird Jezainville von den Nachbargemeinden Montauville im Norden, Blénod-lès-Pont-à-Mousson im Osten, Dieulouard im Südosten, Griscourt im Süden, Gézoncourt im Südwesten sowie Martincourt im Südwesten und Westen.
Die Gemeinde liegt im Regionalen Naturpark Lothringen.

## Bevölkerungsentwicklung
| Jahr                       | 1962 | 1968 | 1975 | 1982 | 1990 | 1999 | 2006 | 2019 |
| Einwohner                  | 716  | 773  | 750  | 768  | 806  | 889  | 916  | 983  |
| Quellen: Cassini und INSEE |      |      |      |      |      |      |      |      |

## Sehenswürdigkeiten

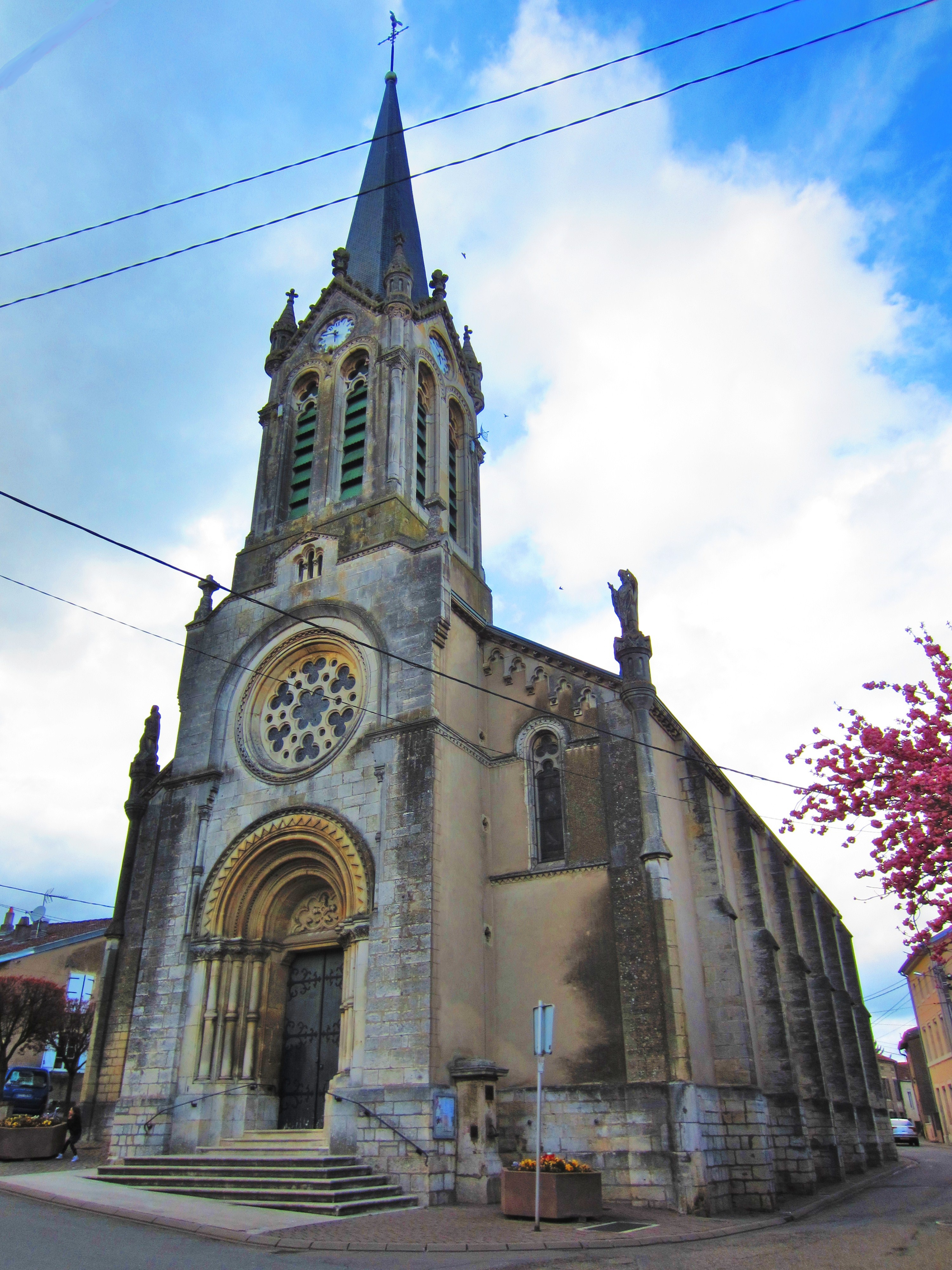
Kirche Saint-Aubin
- Altes Pfarrhaus
- Calvaires
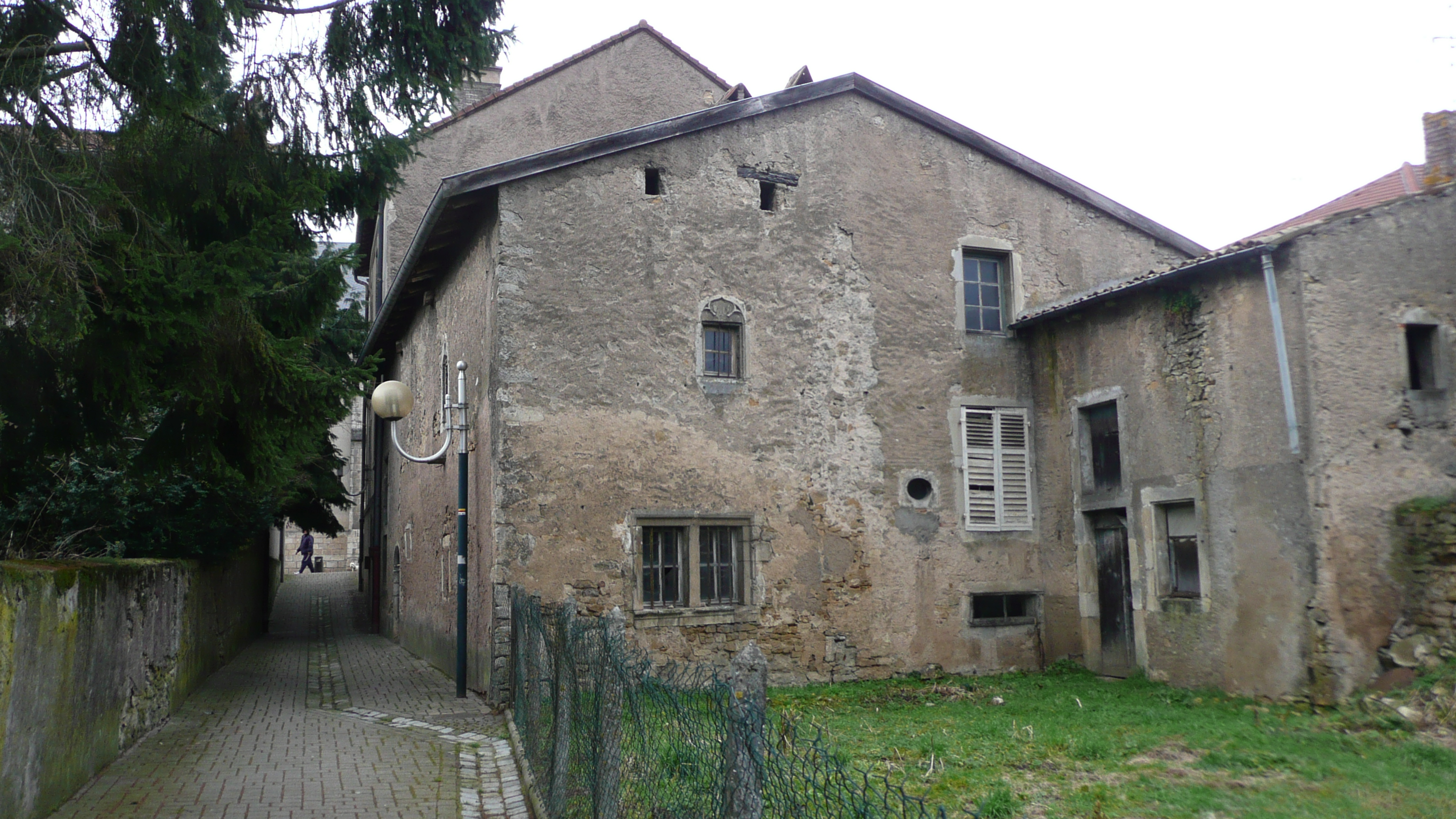
Renaissancehaus

- Kirche Saint-Aubin
- Renaissancehaus